# Andrej Lemanis
Andrej Lemanis, né le 18 mars 1969 à Melbourne en Australie, est un joueur, puis entraîneur australien de basket-ball.

## Palmarès
Joueur
- Champion NBL 1992

Entraîneur
- Champion d'Océanie de basket-ball 2013
- Finaliste de l'Universiade d'été de 2013
- Champion NBL 2011, 2012, 2013
- Meilleur entraîneur de la NBL 2011, 2013